# Creighton Hale
Creighton Hale (ur. 24 maja 1882, zm. 9 sierpnia 1965) – amerykański aktor filmowy pochodzenia irlandzkiego.

## Filmografia
- 1914: The Million Dollar Mystery jako Członek gangu
- 1919: Czarny krąg jako Andrew MacTavish Ferguson
- 1920: Męczennica miłości jako professor Sterling
- 1921: Dwie sieroty jako Picard
- 1923: Mary of the Movies jako Chłopak
- 1925: The Circle jako Arnold Cheney
- 1927: Annie Laurie jako Donald
- 1927: Kot i kanarek jako Paul Jones
- 1932: Shop Angel jako Maxie Morton
- 1934: W pogoni za cieniem jako reporter (niewymieniony w czołówce)
- 1935: Becky Sharp jako brytyjski oficer (niewymieniony w czołówce)
- 1939: Burzliwe lata dwudzieste jako klient (niewymieniony w czołówce)
- 1939: Powrót doktora X jako kierownik hotelu
- 1940: Milion lat przed naszą erą jako Shell Person
- 1940: Orchid, brat gangstera jako reporter (niewymieniony w czołówce)
- 1940: Szlak do Santa Fe jako telegrafista (niewymieniony w czołówce)
- 1941: Rudowłosa jako sekretarz (niewymieniony w czołówce)
- 1941: Sierżant York jako dziennikarz (niewymieniony w czołówce)
- 1941: Sokół maltański jako stenograf (niewymieniony w czołówce)
- 1942: Człowiek, który przyszedł na obiad jako radiowiec (niewymieniony w czołówce)
- 1942: Yankee Doodle Dandy jako telegrafista (niewymieniony w czołówce)
- 1942: The Big Shot (rola epizodyczna)
- 1942: Casablanca (film) jako gracz w kasynie (niewymieniony w czołówce)
- 1943: Konwój jako Sparks (niewymieniony w czołówce)
- 1943: Straż nad Renem jako kierowca (niewymieniony w czołówce)
- 1944: Pan Skeffington jako  Casey (niewymieniony w czołówce)
- 1946: Humoreska jako Profesor
- 1946: Dzień i noc jako mężczyzna w teatrze (niewymieniony w czołówce)
- 1947: The Two Mrs. Carrolls jako naganiacz (niewymieniony w czołówce)
- 1947: Opętana jako sekretarz w dochodzeniu
- 1947: Życie z ojcem jako pan Wickersham – ojciec bliźniaków (niewymieniony w czołówce)
- 1948: Johnny Belinda jako komornik (niewymieniony w czołówce)
- 1949: Za lasem jako mieszczuch w okularach (niewymieniony w czołówce)
- 1950: Montana jako ranczer (niewymieniony w czołówce)
- 1950: Chain Lightning jako życzliwy (niewymieniony w czołówce)
- 1950: Córka Rosie O’Grady jako życzliwy w garderobie (niewymieniony w czołówce)
- 1950: Płomień i strzała
- 1950: Bulwar Zachodzącego Słońca jako on sam (niewymieniony w czołówce)
- 1951: Strażnik prawa jako sprzedawca w sklepie muzycznym (niewymieniony w czołówce)
- 1952: Because You're Mine jako Okulista
- 1952: Million Dollar Mermaid jako mąż na plaży (niewymieniony w czołówce)
- 1954: Narodziny gwiazdy
- 1957: W duchu St. Louis jako mężczyzna prowadzący samochód (niewymieniony w czołówce)
- 1957: Historia ludzkości jako niebiański sędzia
- 1959: Westbound jako Irytujący pasażer dyliżansu

## Wyróżnienia
Posiada swoją gwiazdę na Hollywoodzkiej Alei Gwiazd.